# Gare de Gambir
La gare de Gambir (en indonésien Stasiun Gambir), est la principale gare ferroviaire du centre de Jakarta, la capitale de l'Indonésie. Elle est nommée d'après le district de Gambir.

## Histoire
La gare de Gambir est construite sur le côté est de la très grande place Merdeka, avant la Seconde Guerre mondiale par le gouvernement colonial des Indes néerlandaises. 

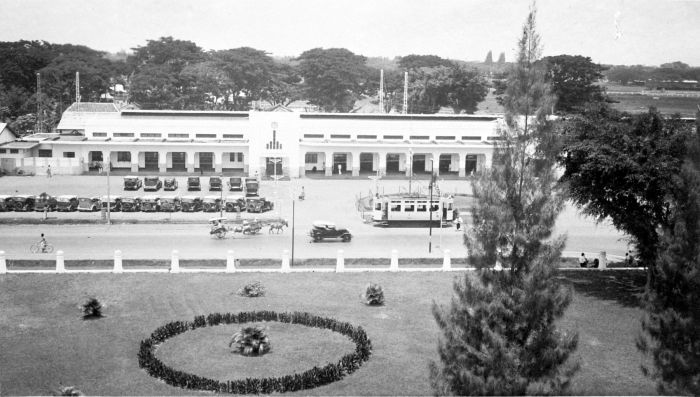
La gare en 1939.
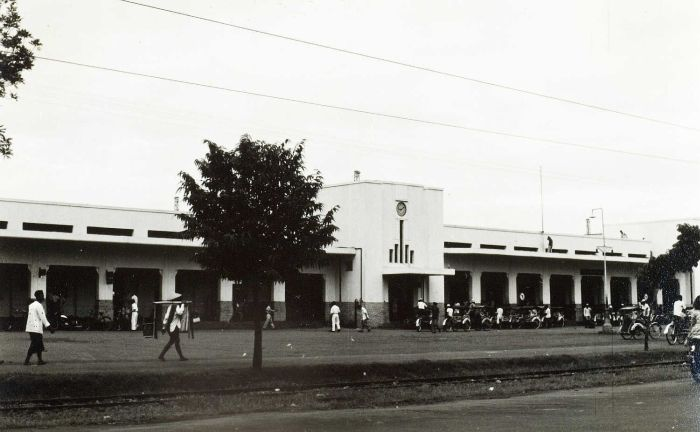
La gare dans les années 1950-1960.

Elle est rénovée dans les années 1990 dans le cadre de la transformation de la voie ferrée en ligne aérienne.

## Service des voyageurs

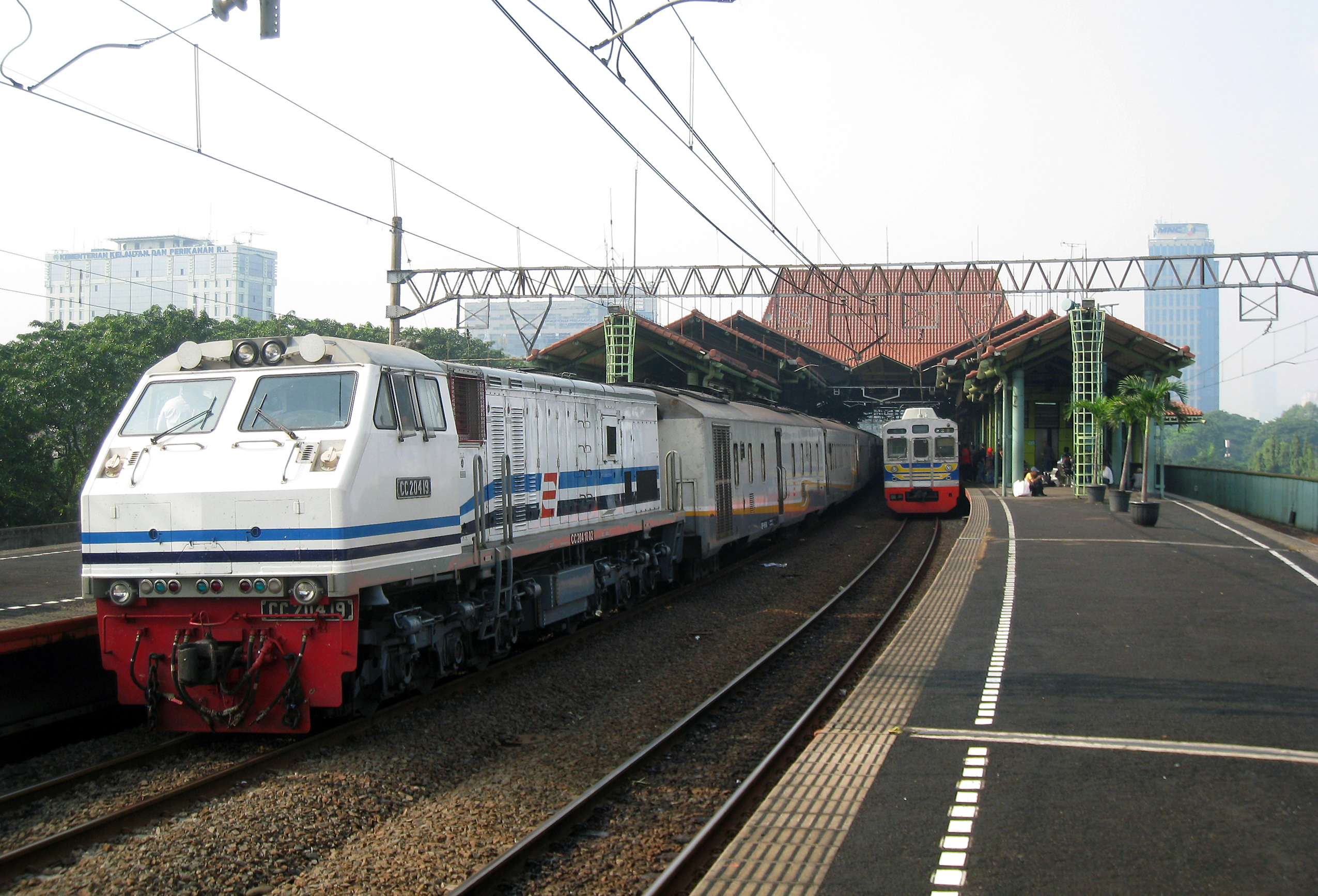
Trains en gare (2011)